# 오마르 하우사위
오마르 이브라힘 오마르 오스만 하우사위(아랍어: عمر إبراهيم عمر عثمان هوساوي, Omar Ibrahim Omar Othman Hawsawi, 1985년 9월 27일 ~ )는 사우디아라비아의 전 축구 선수로 과거 수비수로 활약하였다.

## 클럽 경력
그는 선수 생활을 시작할 때, 큰 잠재력을 지닌 선수였고 알쇼알라와 계약을 맺었다.

### 알파이살리
그의 첫 경기는 알파이살리와의 경기였지만 1년 후에 떠났다.

### 알나스르
2010년에 그는 트로피를 놓고 경쟁하기 위해 알나스르로 갔다. 2013-14시즌에 사우디 프로리그와 크라운 프린스 컵에서 우승했다. 알나스르가 2017년 4월 4일, 수비수 오마르 하우사위의 건강 검진 결과 2차전 이후 5일 간 무릎 부상과 휴식, 치료가 필요했다고 발표했고,경기 후에 알힐랄경기에서 준준결승의 챔피언스컵이다.

## 국가대표 경력
2018년 사우디아라비아 축구 국가대표팀 2018년 FIFA 월드컵 최종명단에 이름이 올랐다.

## 국가대표팀 득점
| # | 날짜             | Venue                            | 상대 | 점수 | 결과 | 경쟁                                    |
| - | ---------------- | -------------------------------- | ---- | ---- | ---- | --------------------------------------- |
| 1 | 2014년 10월 14일 | 킹 압둘라 스포츠 시티, 리야드    |      | 1-0  | 1-1  | 친선 경기                               |
| 2 | 2016년 8월 15일  | 사이타마 스타디움 2002, 사이타마 |      | 2-1  | 2-1  | 2018년 FIFA 월드컵 아시아 지역 3차 예선 |
| 3 | 2018년 2월 26일  | 킹 압둘라 스포츠 시티 리야드     |      | 1-0  | 3-0  | 친선 경기                               |

## 수상

### 클럽
- 사우디 프로리그 우승: 2013-14, 2014-15
- 크라운 프린스 컵 우승: 2013-14